# ライヴ・フロム・マウンテン・ステージ
| 専門評論家によるレビュー | 専門評論家によるレビュー |
| レビュー・スコア         | レビュー・スコア         |
| 出典                     | 評価                     |
| ------------------------ | ------------------------ |
| オールミュージック       | link                     |

『ライヴ・フロム・マウンテン・ステージ』（Live from Mountain Stage）はブルックリン出身のミュージシャン、ローラ・ニーロの死後初めてリリースされたアルバムであり、ニーロの三枚目の公式ライヴ・アルバムとなる。
短い10曲からなるライヴ・アルバムは1990年代終盤のNPRラジオのシリーズ番組「マウンテン・ステージ」の一部として録音され、ニーロのキャリア終盤に採用していたセットリストが取り上げられている。曲はニーロのキャリア終盤のものと、よく知られた曲とソウル・メドレーが取り混ぜられている。
このアルバムは独立レーベルのBlue Plateからリリースされ、ファンや評論家からの複雑な反応を呼び起こしたが、翌年に『エンジェル・イン・ザ・ダーク』が死後のアルバムとしてリリースされる道を開いた。

## 収録曲
1. 「メイビー・ベイビー」"Oh Yeah, Maybe Baby"
2. 「マイ・イノセンス」"My Innocence"
3. 「トゥ・ア・チャイルド」"To a Child"
4. 「アンド・ホエン・アイ・ダイ」"And When I Die"
5. 「レット・イット・ビー・ミー / The Christmas Song" 」[medley]
6. "Roll of the Ocean"
7. 「ライト・ア・フレイム」"Lite a Flame (The Animal Rights Song)"
8. 「エミー」"Emmie"
9. "Japanese Restaurant"
10. 「メドレー：アイム・ソー・プラウド~デディケイテッド・トゥ・ザ・ワン・アイ・ラヴ」"I'm So Proud / Dedicated to the One I Love" [medley]